# Coupe de Belgique de football 1986-1987
La Coupe de Belgique 1986-1987 a vu la victoire du FC Malines au Stade Constant Vanden Stock à Anderlecht.

## Quarts de finale
| Equipe 1            | Score | Equipe 2             | Aller | Retour |
| FC Winterslag (D2)  | 6 - 0 | Waterschei THOR (D2) | 3 - 0 | 3 - 0  |
| FC Malines (D1)     | 2 - 1 | KSK Beveren (D1)     | 2 - 1 | 0 - 0  |
| KSV Waregem (D1)    | 1 - 2 | Cercle Bruges (D1)   | 1 - 0 | 0 - 2  |
| RSC Anderlecht (D1) | 1 - 2 | RFC Liège (D1)       | 0 - 1 | 1 - 1  |

## Demi-finales
| Equipe 1           | Score | Equipe 2        | Aller | Retour |
| FC Winterslag (D2) | 0 - 4 | FC Malines (D1) | 0 - 1 | 0 - 3  |
| Cercle Bruges (D1) | 2 - 3 | RFC Liège (D1)  | 2 - 1 | 0 - 2  |

## Finale
| Équipes       | FC Malines - RFC Liège |
| Score         | 1 - 0 |
| Stade         | Stade Constant Vanden Stock, Anderlecht Spectateurs : ? |
| Date          | 14 juin 1987 |
| Buts          | Piet den Boer (1-0) |
| Arbitre       | ? |
| FC Malines    | Michel Preud'homme - Albert Cluytens, Karel Kesselaers, Graeme Rutjes, Geert Deferm - Wim Hofkens, Erwin Koeman, Paul De Mesmaeker (Lei Clijsters), Joachim Benfeld - Piet den Boer, Koenraad Wijns (Ronny Martens). Entraineur : Aad de Mos |
| RFC Liège     | Pierre Drouguet - Bernard Wegria, Moreno Giusto, Jean-François De Sart, Raphaël Quaranta - Guy François, Didier Quain, Vincent Machiels, Frédéric Waseige (Bernard Habrant) - Zvonko Varga, Luc Ernes. Entraineur : Robert Waseige           |
| Avertissments | - |
| Exclusion     | - |

### Sources et liens externes
- Archives de l'ASBL Foot100
- Archives des journaux et quotidiens de l'époque